# Paul Reinecke
Paul Reinecke (25. září 1872 Berlín-Charlottenburg – 12. května 1958 Herrsching, Německo) byl německý prehistorik a zemský archeolog v Bavorsku.

## Život a dílo
Paul Reinecke studoval medicínu a přírodní vědy u Rudolfa Virchowa. Zajímal se o pravěké dějiny a navštěvoval přednášky antropologa Johannesa Ranke a archeologa (1836–1916) Adolfa Furtwänglera (1853–1907). Během studia podnikl v roce 1893 studijní cestu po Rakousku a Maďarsku. Participoval na řadě archeologických výzkumů na jihu Německa a v Rakousku (mimo jiné i v Hallstattu, na eponymní lokalitě doby halštatské).
Po promoci v roce 1897 byl do roku 1908 asistentem v Römisch-Germanisches Zentralmuseum v Mainzu.
Od roku 1908 do roku 1937 byl hlavním konzervátorem Bavorska, v roce 1917 byl jmenován profesorem. Do své smrti v roce 1958 se zabýval téměř všemi obdobími pravěku. Je autorem názvů dvou kultur mladší doby kamenné – michelsberská kultura (1908) a Altheimská skupina (1915).

## Reineckova periodizace
Za jeho působení v mohučském muzeu při uspořádávání muzejních sbírek vznikla řada studií k chronologii středoevropského pravěku. Nejvýznamnější jsou jeho příspěvky do V. svazku Alterthümer unserer heidnischen Vorzeit (Starožitnosti našeho pohanského dávnověku), kde vytvořil pro jižní Německo chronologický systém, který v zásadě platí dodnes; tak dospěl v roce 1902 ve studii Zur Kenntnis der Latène-Denkmäler der Zone nordwärts der Alpen i k rozdělení doby laténské na čtyři stupně (LT A – D). K výsledkům dospěl na základě porovnávání jednotlivých nálezových celků, přičemž kladl důraz na uzavřenost těchto nálezových komplexů, umělecko-historický rozbor stylových i typologických znaků. Vytvořil tak ucelený periodizační systém archeologických památek doby bronzové a starší a mladší doby železné v prostoru střední Evropy.
Reineckova periodizace si dodnes udržela svou platnost, používá se v podobě v zásadě nezměněné s tím, že jednotlivé stupně jsou ovšem dále rozčleněny a detailněji propracovány.

## Nejdůležitější publikace
- Zur Kenntnis der Latène-Denkmäler der Zone nordwärts der Alpen, Festschrift RGZM 1902, 53–109.
- Bodendenkmale spätkeltischer Eisengewinnung an der untersten Altmühl (München, um 1934/35).
- Mainzer Aufsätze zur Chronologie der Bronze- und Eisenzeit (Bonn 1965). (Nové vydání článků z "Alterthümer unserer heidnischen Vorzeit" V)

## Periodizační tabulka podle Reinecka
| Období                           | Reineckova periodizace | Absolutní data        |
| -------------------------------- | ---------------------- | --------------------- |
| starší doba bronzová             | A1                     | 2300 – 2000 př. n. l. |
| starší doba bronzová             | A2                     | 2000 – 1600 př. n. l. |
| střední doba bronzová            | B                      | 1600 – 1500 př. n. l. |
| střední doba bronzová            | C1                     | 1500 – 1400 př. n. l. |
| střední doba bronzová            | C2                     | 1400 – 1300 př. n. l. |
| pozdní doba bronzová             | D                      | 1300 – 1200 př. n. l. |
| pozdní doba bronzová             | Ha A1                  | 1200 – 1100 př. n. l. |
| pozdní doba bronzová             | Ha A2                  | 1100 – 1050 př. n. l. |
| pozdní doba bronzová             | Ha B1                  | 1050 – 950 př. n. l.  |
| pozdní doba bronzová             | Ha B2                  | 950 – 880 př. n. l.   |
| pozdní doba bronzová             | Ha B3                  | 880 – 800 př. n. l.   |
| starší doba železná (halštatská) | Ha C                   | 800 – 650 př. n. l.   |
| starší doba železná (halštatská) | Ha D                   | 650 – 475 př. n. l.   |
| mladší doba železná (laténská)   | LT A                   | 475 – 380 př. n. l.   |
| mladší doba železná (laténská)   | LT B                   | 380 – 225 př. n. l.   |
| mladší doba železná (laténská)   | LT C                   | 225 – 50 př. n. l.    |
| mladší doba železná (laténská)   | LT D                   | 50 př. n. l. – 0      |